# シスターラビッツ
シスターラビッツ（Sister Rabbits）は、フジテレビ系列・BSフジで放送の子供番組『ポンキッキーズ』及び『ポンキッキーズ21』内で結成された女性ユニット。
通称、シスラビまたはラビッツ。

## 概要
普段のメンバーの衣装は、基本的に長袖のウサギの着ぐるみで、それぞれ色や形、模様などが異なる。夏のロケやライブでは、半袖やノースリーブの夏用衣装が使われた例もある。

## メンバー
各メンバーの詳細プロフィールについては各人の項を参照のこと。

### 初代
1994年、『ポンキッキーズ』にレギュラー出演していた鈴木蘭々と安室奈美恵によって結成された。1997年に安室の番組降板により事実上解散。なお、鈴木は1999年のレギュラー改編まで出演した。
- 蘭々（鈴木蘭々）

衣装：灰色。腹部にパンダのぬいぐるみが付けられている。
- アムロ（安室奈美恵）

衣装：ピンク。

#### 音楽
- 一寸桃金太郎／汽車ポッポ鉄道どこまでも／四つの季節（1995年6月1日発売、ポニーキャニオン、規格品番：PCDG-00076）

公称は「メドレー」だが、楽曲の構成手法はマッシュアップに近い。
全曲、編曲：本間勇輔
「一寸桃金太郎」の使用曲：「兎と亀」「金太郎」「桃太郎」「証城寺の狸囃子」「浦島太郎」「一寸法師」
「汽車ポッポ鉄道どこまでも」の使用曲：「汽車」「汽車ポッポ（富原薫・草川信）」「汽車ポッポ（本居長世）」「鉄道唱歌（東海道編）（多梅稚作曲版）」「線路は続くよどこまでも」「THE SOUND OF PHILADELPHIA」
「四つの季節」の使用曲：「ぶんぶんぶん」「春よ来い」「春が来た」「どじょっこ ふなっこ」「かえるのがっしょう」「とんぼのめがね」「虫の声」「たき火」「雪」
使用曲の曲名表記は、シングル付属の歌詞カードに準ずる。
「一寸桃金太郎」は、以降の歴代シスターラビッツの持ち歌となっている。

### 2代目
『ポンキッキーズ21』2004年4月から2005年3月まで1年間レギュラー出演。芸能事務所やダンススクール所属の子役タレントよりオーディションで選抜された幼稚園児から小学生の7人。衣装の色は学年ごとに分かれていた。2004年3月に行われた記者会見にてユニット結成を発表。メンバーの1人であるハルカは、後継番組『ポンキッキ』の後期においても、キグルミとしてレギュラー出演した。
- マアヤ（荷田麻彩／元Power Age）

衣装：黒・白。
- アイ（クレイトン愛）

衣装：黒。
- アユカ（大野愛友佳）

衣装：灰色。
- モモカ（有安杏果／元Power Age／元ももいろクローバーZ）

衣装：灰色。
- ブンブン（上野一舞／元おはキッズ）

衣装：白・ピンク。
- ハルカ（遼花／元キグルミ）

衣装：白。
- マイ（清水舞）

衣装：ピンク。

#### CM
- デル・プラド「エンジョイ小学校英語」（2004年）

マアヤ、アイ、アユカ、モモカ、ハルカの5人が出演。

### 3代目
『ポンキッキーズ』2005年4月から2006年3月の番組終了まで1年間レギュラー出演。番組で発表された一般応募のオーディションによって選抜された、幼稚園児から小学生の7人。
- ユリ（大谷友理／DDS）

衣装：ピンク。
- モエコ（板垣萌子）

衣装：黒・白。
- マイカ（今田舞香）

衣装：黒・ピンク。
- ユメ（松井夢／クリスタルズ）

衣装：灰色。
- アヤカ（橋本彩花／E-traps）

衣装：灰色・白。
- ミキ（廣瀬碧紀／キグルミ）

衣装：灰色・黄色。
- シュンリ（石田旬莉）

衣装：黄色・茶色。

#### DVD
- ハッピーソング（2005年10月26日発売、avex io）
- DANCE de RABBITS Vol.1～Vol.4（2006年1月25日発売）

振付を担当したTRFのSAM、ETHU、CHIHARUと共演。

### 新・シスターラビッツ
『ポンキッキーズ』2017年4月から2018年3月の番組終了まで1年間レギュラー出演。各自別々のアイドルグループに所属する2人により結成。初代から22年ぶりの2人ユニットとなる。衣装の色も初代を踏襲し「2代目シスターラビッツ」とも発表されているが、通算では4代目となる。
この世代のみ、CDリリースやCM出演などを行っていない。
- ひな（平塚日菜／ふわふわ）

衣装：ピンク。
- あんな（浅野杏奈／マジカル・パンチライン）

衣装：灰色。

#### 音楽
- 一寸桃金太郎（2017年4月2日 番組内で初披露）
- 汽車ポッポ鉄道どこまでも（2017年9月17日 番組内で初披露）

## 備考
同番組シリーズでは、シスターラビッツ以外にもウサギの衣装を着た女性レギュラー・ゲストがたびたび登場していた。
- リトルラビッツ（1996年〜1999年レギュラー出演）
- ともさかりえ（1997年）
- あんじ、市川実和子（1998年〜1999年レギュラー出演）
- 桑田さゆり、アイシャ・ウェード（1999年レギュラー出演）